# West Virginia Chaos
Il West Virginia United (in precedenza noto come West Virginia Chaos e West Virginia Alliance FC) è una società calcistica statunitense con sede a Charleston, in Virginia Occidentale. Fondato nel 2003, questo club milita nella USL League Two.
La squadra disputa gli incontri casalinghi allo stadio Cougar Field.

## Storia
La prima stagione in PDL del West Virginia Chaos risale al 2003, ed è stata molto negativa: ha chiuso infatti al sesto posto della Mid-Atlantic Division con solo 2 vittorie su 17 gare.
Nel 2004 le prestazioni sono migliorate, infatti i Chaos hanno ottenuto 4 vittorie che però non hanno loro evitato di chiudere la stagione nuovamente in ultima posizione, a ben 21 punti di distacco dalla prima classificata, i Carolina Dynamo.
Nel 2005 le cose non sono migliorate molto: le 5 vittorie stagionali hanno consentito ai Chaos di chiudere la regular season al penultimo posto in classifica.
Anche il 2006 non si è di molto discostato dalle stagioni precedenti. Nonostante le 6 vittorie complessive, la squadra del West Virginia non è infatti riuscita a entrare nei playoff.
Il 2007 è stata la peggior stagione nella storia dei Chaos. Le sole 3 vittorie hanno relegato la squadra all'ultimo posto (su 9 squadre) della Mid Atlantic Division, a ben 34 punti dai campioni degli Hampton Roads Piranhas.
Il pessimo stato di forma dei Chaos è proseguito anche nel 2008, nonostante il trasferimento della squadra nella Central Conference Great Lakes Division, e nonostante l'ingaggio del giovane e promettente allenatore inglese Luke Ibbetson. I Chaos sono riusciti a inanellare una striscia negativa di 14 gare senza vittorie (di cui 5 pareggiate e 9 perse). L'unica vittoria stagionale è arrivata alla penultima gara della regular season, in cui hanno sconfitto per 5-0 i Fort Wayne Fever.

## Risultati anno per anno
| Nome club                 | Anno | Divisione | League         | Regular Season                            | Playoff                        | Open Cup        |
| ------------------------- | ---- | --------- | -------------- | ----------------------------------------- | ------------------------------ | --------------- |
| West Virgina Chaos        | 2003 | 4         | USL PDL        | 5° Mid Atlantic                           | Non qualificato                | Non qualificato |
| West Virgina Chaos        | 2004 | 4         | USL PDL        | 6° Mid Atlantic                           | Non qualificato                | Non qualificato |
| West Virgina Chaos        | 2005 | 4         | USL PDL        | 5° Mid Atlantic                           | Non qualificato                | Non qualificato |
| West Virgina Chaos        | 2006 | 4         | USL PDL        | 3° Mid Atlantic                           | Non qualificato                | Non qualificato |
| West Virgina Chaos        | 2007 | 4         | USL PDL        | 9° Mid Atlantic                           | Non qualificato                | Non qualificato |
| West Virgina Chaos        | 2008 | 4         | USL PDL        | 5° Great Lakes                            | Non qualificato                | Non qualificato |
| West Virgina Chaos        | 2009 | 4         | USL PDL        | 5° Mid Atlantic                           | Non qualificato                | Non qualificato |
| West Virgina Chaos        | 2010 | 4         | USL PDL        | 7° Mid Atlantic                           | Non qualificato                | Non qualificato |
| West Virgina Chaos        | 2011 | 4         | USL PDL        | 4° South Atlantic                         | Non qualificato                | Non qualificato |
| West Virgina Chaos        | 2012 | 4         | USL PDL        | 3° South Atlantic                         | Non qualificato                | Non qualificato |
| West Virgina Chaos        | 2013 | 4         | USL PDL        | 4° South Atlantic                         | Non qualificato                | Non qualificato |
| West Virgina Chaos        | 2014 | 4         | USL PDL        | 1° South Atlantic                         | Finale di Conference           | Non qualificato |
| West Virgina Chaos        | 2015 | 4         | USL PDL        | 5° South Atlantic                         | Non qualificato                | 2º Turno        |
| West Virgina Chaos        | 2016 | 4         | USL PDL        | 7° South Atlantic                         | Non qualificato                | Non qualificato |
| West Virgina Chaos        | 2017 | 4         | USL PDL        | 3° Great Lakes                            | Non qualificato                | Non qualificato |
| West Virginia Alliance FC | 2018 | 4         | USL PDL        | 5° Great Lakes                            | Non qualificato                | Non qualificato |
| West Virginia Alliance FC | 2019 | 4         | USL League Two | 5° Great Lakes                            | Non qualificato                | Non qualificato |
| West Virginia Alliance FC | 2020 | 4         | USL League Two | Stagione cancellata per epidemia Covid-19 | -                              | -               |
| West Virginia United      | 2021 | 4         | USL League Two | 3° South Atlantic                         | Quarti di Finale di Conference | Non qualificato |
| West Virginia United      | 2022 | 4         | USL League Two | 2° South Atlantic                         | Semifinale di Conference       | Non qualificato |
| West Virginia United      | 2023 | 4         | USL League Two | 4° South Atlantic                         | Non qualificato                | Non qualificato |
| West Virginia United      | 2024 | 4         | USL League Two | 5° South Atlantic                         | Non qualificato                | Non qualificato |

## Allenatori
- Marty Martinez (2005-2007)
- Luke Ibbetson (2008-oggi)

## Stadi
- Stadio della Marshall University ad Huntington (2003)
- Schoenbaum Stadium presso Charleston (West Virginia) (2004-oggi)
- Beckley Soccer Complex presso Beckley (West Virginia) (1 partita nel 2006)

## Medie spettatori
| Anno     | Media spettatori | Note |
| -------- | ---------------- | ---- |
| 2005     | 372              |      |
| 2006     | 279              |      |
| 2007     | 341              |      |
| 2008     | 303              |      |
| All Time | 324              |      |